# 효자이희성지려
효자이희성지려는 대한민국 전라남도 구례군 간전면에 있다. 2007년 12월 12일 구례군의 향토문화유산 제19호로 지정되었다.

## 개요
효자 완산(完山) 이희성(李喜成)은 어려서부터 어머니 文氏께서 병증이 위독하기로 公이 단지(斷指)하여 입에 흘려 넣어 회생케 하였고 부친이 위중할 시는 백약이 무효하여 살을 베어 구워드려 낫게 하여 천수(天壽)를 마치게 하였다고 한다.